# Chiesa di Santo Stefano (Dachau)
La chiesa di Santo Stefano (in tedesco Kirche St. Stephan) è un luogo di culto cattolico a Steinkirchen, frazione di Dachau, comune capoluogo dell'omonimo circondario nella Baviera, Germania. Si tratta di una chiesa sussidiaria della parrocchiale di San Giacomo e appartiene alla diocesi di Augusta, sede della Chiesa cattolica in Germania suffraganea dell'arcidiocesi di Monaco e Frisinga. L'edificio è un monumento del patrimonio culturale bavarese, è stata edificata nel IX secolo e poi ricostruita circa sette secoli più tardi.

## Storia

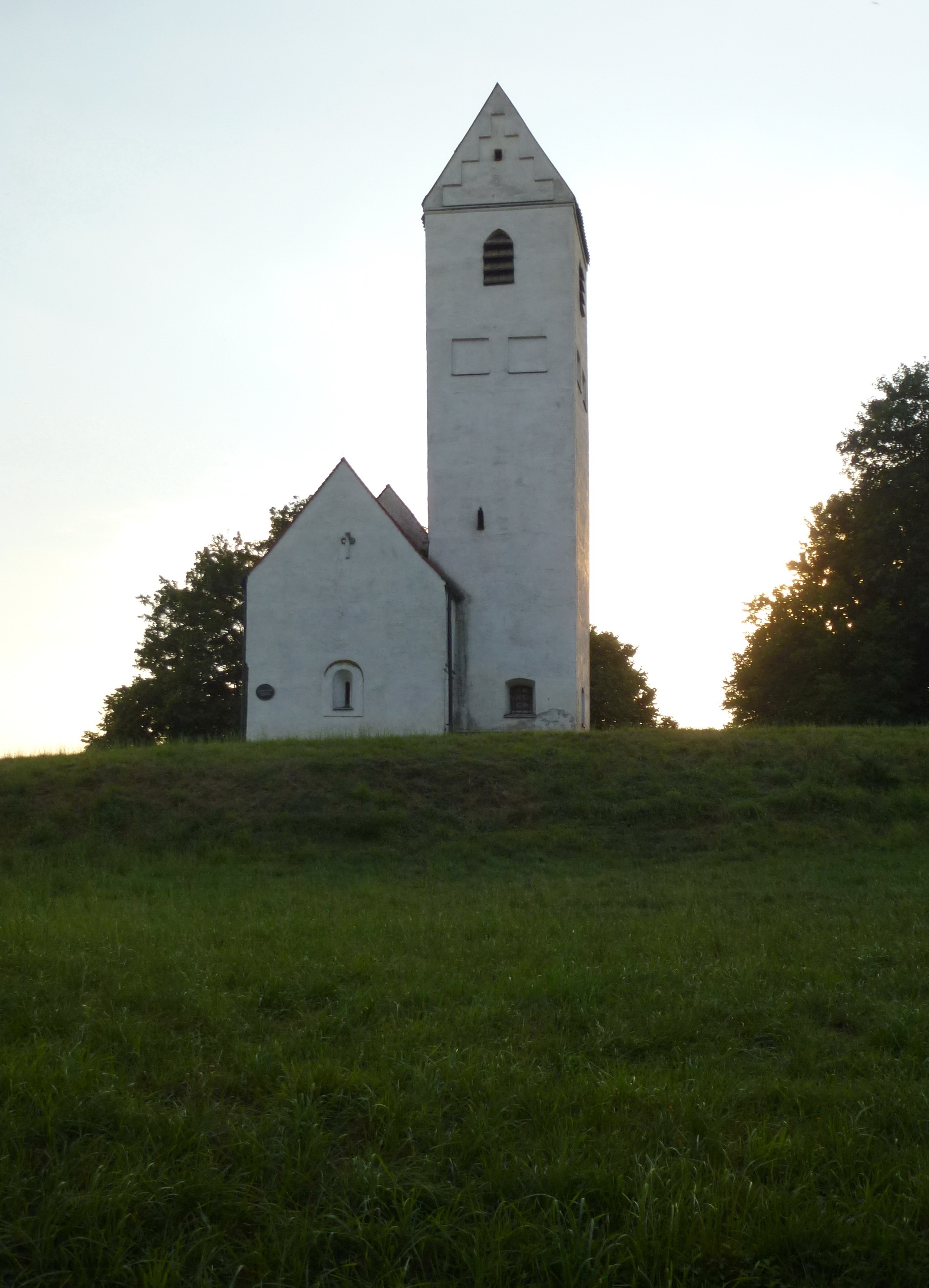
Parte absidale e campanile della chiesa

L'abitato di Steinkirchen fu forse menzionato per la prima volta in un documento risalente al 804 come Steininchiricha quando un certo Starcholf ed il figlio Hiltolf donarono la  proprietà alla diocesi di Frisinga. La presenza di un edificio in pietra in quel periodo era rara e fu quello il motivo che portò a chiamare in tal modo la zona. La parrocchia originaria di Dachau si trovava forse a Steinkirchen e questo viene confermato dal fatto che nel 1315 Steinkirchen aveva ancora il diritto di sepoltura. Verso la fine del XIII secolo il territorio di questa antica pieve venne frazionata. Una parte divenne la parrocchia di San Giacomo di e l'altra parte divenne la parrocchia di Mitterndorf, alla quale apparteneva come chiesa filiale anche la precedente chiesa parrocchiale di Steinkirchen e Steinkirchen perse così la sua importanza. La chiesa fu ricostruita attorno al 1500, in epoca gotica, e la torre campanaria risale probabilmente a questo periodo.  Sino al 1560 la sua dedicazione fu per San Michele e fu solo dal 1738 che ebbe la dedicazione che ci è pervenuta. Attorno alla chiesa non esiste più un cimitero ma storicamente risulta che nei suoi pressi vennero sepolti soldati russi e francesi feriti nella battaglia di Austerlitz del 1805 e che erano stati trasferiti e curati nel castello di Dachau.

## Descrizione

### Esterni

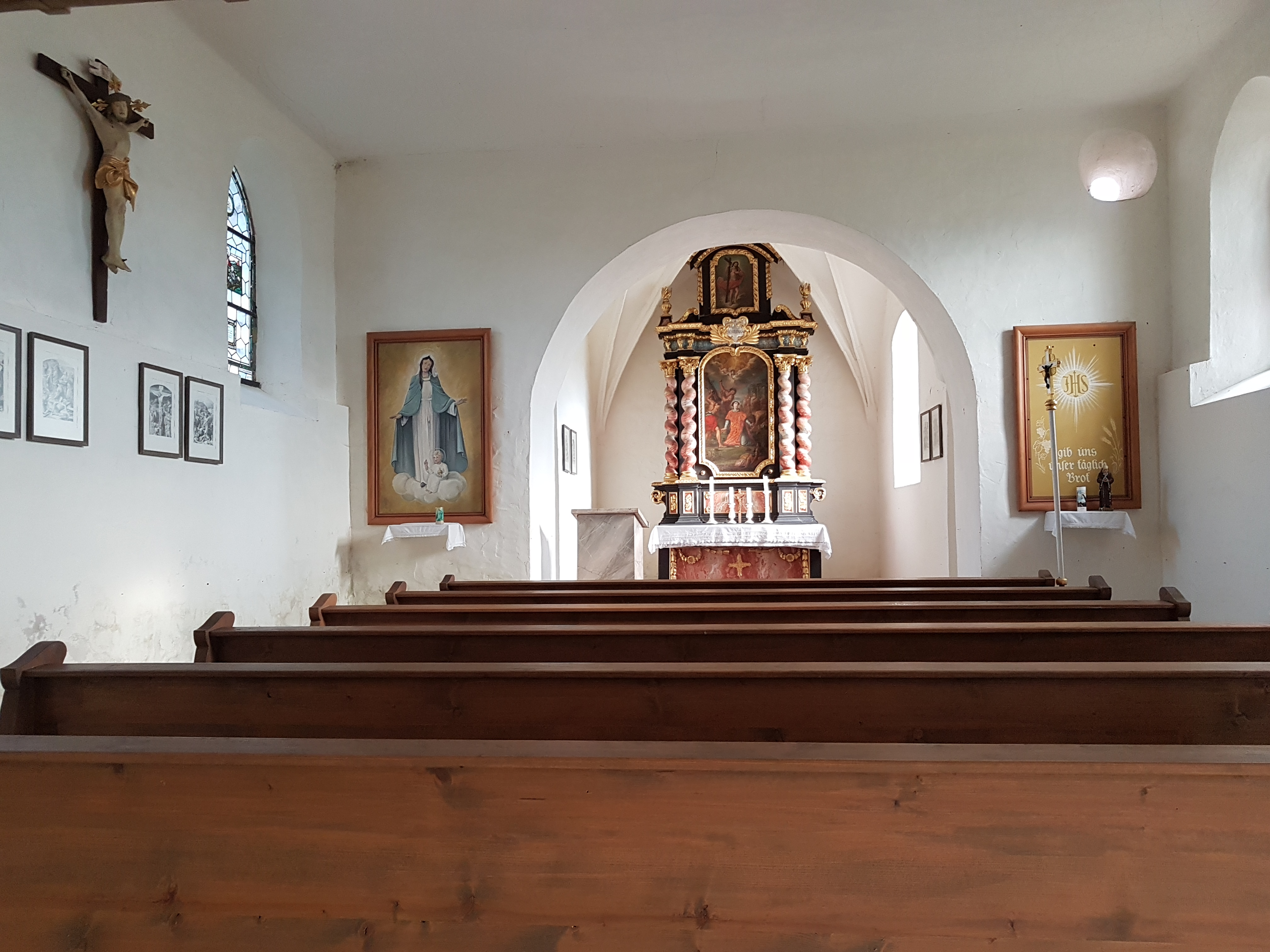
Interno della sala e altare maggiore

La chiesa si trova a Steinkirchen, frazione nella parte a nord di Dachau, comune capoluogo dell'omonimo circondario in Baviera, Germania. Si presenta come un edificio tardo gotico con un massiccio campanile del 1500 circa. Si trova su una collina sopra il Webelsbach ed è stata raffigurata spesso dalla colonia di artisti di Dachau.  Dal 2013 dietro l'edificio è stata costruita la prima turbina eolica di Dachau.

### Interni
La sala, a navata unica, ha una particolare copertura costituita da travi di legno cesellate che vengono unite tra loro senza chiodi di ferro, esempio di vecchia falegnameria. Nella parte presbiteriale l'altare risale al periodo barocco.